# Cleyrac
Cleyrac – miejscowość i gmina we Francji, w regionie Nowa Akwitania, w departamencie Żyronda.
Według danych na rok 1990 gminę zamieszkiwały 143 osoby, a gęstość zaludnienia wynosiła 24 osób/km² (wśród 2290 gmin Akwitanii Cleyrac plasuje się na 1033. miejscu pod względem liczby ludności, natomiast pod względem powierzchni na miejscu 1359.).